# チョルテカ県
チョルテカ県（Choluteca）は、18あるホンジュラスの県のひとつである。太平洋に面したフォンセカ湾に面し、東と南はニカラグアの国境に接している。ホンジュラスでもっとも南に位置する県である。
県都は県名と同じチョルテカである。また、チョルテカ川が県の中を流れている。

## 歴史
チョルテカ県は、ホンジュラスがスペインから独立した1825年から存在している県であり、1893年に県の西部に位置していたバジェ県が分離し、現在と同じ形になっている。

## 地勢
- 人口　420,350人（2005年）
- 面積　4,211 km2

## 隣接する県
- バジェ県
- フランシスコ・モラサン県
- エル・パライソ県
- ヌエバ・セゴビア県
- マドリス県
- チナンデガ県